# Seznam slovenskih geologov
Seznam slovenskih geologov.

## A
- Jasminka Alijagić
- Bojan Ambrožič
- Mišo Andjelov
- Simona Andrinek
- Bogoljub Aničić (1936–2010)
- Katarina Pavla Anko
- Jure Atanackov

## B
- Jurij Bajc
- Uroš Bajželj (1931–2020) (geotehnolog)
- Miloš Bartol
- Miloš Bavec (1969–)
- Špela Bavec
- Mojca Bedjanič
- Albin Belar (1864–1939) (seizmolog)
- Sara Bensi (Geopark Furlanije-Julijske krajine)
- Boris Berce (1925–1997)
- Milan Bidovec (geokemik...)
- Bernarda Bole
- Branka Bračič Železnik (1960?–)
- Rok Brajkovič
- Mihael Brenčič (1967–)
- Aleksander (Jušt) Brezigar (1951–)
- Marko Breznik (1920–2020) (hidrogeolog)
- Tomaž Budkovič (1949–2014)
- Stanko Buser (1932–2006)

## C
- Ina Cecić
- Bogomir Celarc (1971–2021)
- Sonja Cerar
- Marko Cigale (1948–)
- Martin Cilenšek ? (1848–1937)
- Franc Cimerman (1933–2015)

## Č
- Franc Čadež (1949–)
- Nada Čadež Novak (1920–2009)
- Jože Čar (1942–)
- Avgust Čebulj (1931–2012)
- Barbara Čenčur Curk
- Branko Čermelj (1962–)
- Teja Čeru
- Edmund Čibej (1861–1954) (zbiralec)
- Breda Činč Juhant (1963–)
- Matija Črešnar
- Alenka Eva Črne

## Ć
- Vlasta Ćosović (1957–) (Hrv.)

## D
- Matevž Demšar
- Trajan Dimkovski
- Meta Dobnikar (r. Bole) (1964–)
- Ljudmila Dolar-Mantuani (1906–1988)
- Marjan Dolenc (1919–2013)
- Matej Dolenec
- Tadej Dolenec (1948–)
- Bojana Dolinar
- Franc Dolžan (1881–?)
- Gisela Domej
- Stevo Dozet
- (Julius Dreger)
- Franc Drobne (1931–2011)
- Katica Drobne (1936–)
- Franc Drovenik (1915–1997)
- Matija Drovenik (1927–2015)
- Jože Duhovnik (1913–1996)

## F
- Suzana Fajmut Štrucl
- Ernest Faninger (1923–2015)
- Miklavž Feigel (1939–2018) (tudi zbiralec)
- Lado (Vlado) Ferjančič
- Karmen Fifer Bizjak
- Alojzij Pavel Florjančič (1940–)

## G
- Franci Gabrovšek (1968–)
- Luka Gale
- Vladimir Gaspari (1907–1986)
- David Gerčar
- Cveto Germovšek (1923–1955)
- Franc Golob (1949–) (zbiralec)
- Špela Goričan (1960–)
- Mojca Gorjup Kavčič (1979–)
- Andrej Gosar (1963–)
- Mateja Gosar (1963–)
- Rado Gospodarič (1933–1988)
- Petra Gostinčar
- Karel Grad (1927–2007)
- Rajko Gradnik (1880–1961)
- Stanko Grafenauer (1922–2010)
- (Peter Grašek 1923–2004)
- Vid Gregorač (1949–)
- Vera Gregorič (1925–2011)
- Anton Grimšičar (1924–2003)
- Maja Gutman Levstik?

## H
- Baltazar Hacquet (~1735–1815)
- Milan Hamrla (1924–1991)
- Albert Heim (švicarski geolog)
- Milan Herak (1917–2015) (Hrvat)
- Lilijana Herga
- Roman Hergan (zbiralec)?
- Franz Heritsch
- Vladimir Herle (1869–1932)
- Uroš Herlec (1962–)
- Karel Hinterlechner (1874–1932)
- Ana Hinterlechner Ravnik (1928–2017)
- Tomaž Hitij
- Branka Hlad
- Aleksander Horvat (1961–)
- Katarina Hribernik

## I
- Miran Iskra
- Kristina Ivančič
- Jurij Ivanetič (1921 - 2013) (rudarski inž.-svetnik)

## J
- Alenka Jamnik
- Brigita Jamnik?
- Petra Jamšek Rupnik
- Jože Janež (1958-)
- Mitja Janža
- Simona Jarc
- Bogomir (Mirko) Jelen (1946–)
- Mateja Jemec Auflič
- Anita Jerše Sharma (seizmologija)
- Kurt Jenko (1917–1988) (na Hrvaškem)
- Jernej Jež (1980-)
- Vojkan Jovičić
- Bogdan Jurkovšek (1952–)
- Miha Jeršek (1969–)
- Juhant ?
- Nina Jurečič

## K
- Franz Kahler (1900–1995)
- Tjaša Kanduč
- Sanja Kapelj?
- France Kapus (1890–1976)
- Božidar Kert
- Matjaž Klasinc (1985)
- Dušan Klenovšek ?
- Martin Knez (1964–)
- Vanda Kochansky-Devidé (Hrvaška)
- Marko Kočevar
- Tea Kolar-Jurkovšek (1954–)
- Štefan Kolenko (1912–1990)
- Marko Komac (1972–)
- Darja Komar  (Podzemlje Pece)
- Primož Komel (1973–)
- Lidija Korat Bensa
- Anja Koroša
- Franz Kossmat
- Adrijan Košir (1965–)
- Jože Kotnik (1971–)
- Manca Kovač Viršek
- Polona Kovič Kralj >>
- Peter Kralj (? –2021)
- Polona Kralj - Kovič (1955–) (vulkanologinja)
- Sabina Kramar
- Jure Krivic
- Katarina Krivic
- Matija Krivic
- Primož Krivic (1950–1990)
- Franc Krivograd (1941–)
- Matija (Matej) Križnar (1973–)
- Josip Kropáč (1875–1961)
- Zvonimir Krulc (1922–2014) (slov.-hrv.)
- Othmar Kühn
- Dušan Kuščer (1920–2012)

## L
- Andrej Lapanje (1957–)
- Jože Lenič ?
- Matej Lipar
- Marko Vincenc Lipold (1816–1883)
- Sonja Lojen (1965–)
- Egon Lukacs

## M
- Franc Malečkar (1956–)
- Neža Malenšek Andolšek
- Nina Mali
- Miloš Markič (1958?–)
- Marko Mavec
- Petra Medved 1971–?
- Zvone Mencej
- Eva Mencin Gale
- Kim Mezga
- Vasja Mikuž (1946–)
- Miloš Miler
- Pero Mioč (1931–2001)
- Breda Mirtič (1950–)
- Miha Mišič (1949–2017)
- Ana Mladenović
- Irena Mrak?
- Ivan Mlakar (1932–2004)
- (Franc Mrak, jezuit na Hrvaškem, zbiralec kamnin)
- Janez Mulec
- Martin Munda (1913–1944)
- Branko Mušič (1963–) (arheolog in geolog)

## N
- Črtomir Nagode ?
- Leon Nikler (1932–1997) (slov.-hrv.)
- Anton Nosan (1922–2012)
- Ana Novak
- Andrej Novak (1990-)
- Dušan Novak (1931–1998)
- Matevž Novak (geolog) (197#-)

## O
- Katarina Oblak
- Bojan Ogorelec (1945–2013)
- Saša Orehek
- Franc Osole (1920–2000)
- Valerija Osterc (r. Žerjav) (1924–2021)
- Bojan Otoničar (1966–)

## P
- (Slavko Papler 1919–1981)
- Urška Pavlič
- Rajko Pavlovec (1932–2013)
- Jernej Pavšič (1944–)
- Ivan Andrej Perko (1876–1941) (speleolog)
- Tina Peternel
- Ana Petkovšek
- Borut Petkovšek
- Tine Petkovšek?
- Rajko Petrica (kartograf?)
- Metka Petrič (1966–)
- Jože Pezdič (1945–)
- Valentina Pezdir
- Simon Pirc (1932–2024)
- Ladislav Placer (1938–)
- Mario Pleničar (1924–2016)
- Viljem Podgoršek (1957 -) (zbiralec mineralov in fosilov)
- Janez Pohar (1933–)
- Vida Pohar (1934–2022)
- Hugo Polajnar ?
- Marijan Poljak
- Tomislav Popit
- Andreja Potokar Senegačnik (1959–)
- Anton Praprotnik?
- Davorin Preisinger (zbiralec)
- Miro Preisinger?
- Uroš Premru (1935–)
- Joerg Prestor
- Majda Prestor
- Maks Prezelj (1894–1980) (kemik, mineralog)
- Dragotin Prosen (1907–1984) (geofizik)
- Tatjana Prosen (seizmologija)
- Blaž Pucihar

## R
- Rajka Radoičić (srbska)
- Gregor Rajh (seizmolog)
- Dušan Rajver
- Vili Rakov_c (zbiralec?)
- Ivan Rakovec (1899–1985)
- Slava Rakovec (Lipoglavšek)
- Anton Ramovš (1924–2011)
- Jože Ratej (1978–)
- Danilo Ravnik (1923–2016)
- Boža Ravnikar
- (Borut Razinger 1936–2006 - gemolog)
- Aleksander Rečnik (1968?–)
- Metka Remec - NASA ?
- Mitja Ribarič (1959–2023) ?
- (Vladimir Ribarič - seizmolog)
- Mihael Ribičič (1946–)
- Ana Rihar Šmid (1926–2015)
- Julijana (Lija) Rijavec (1926–)
- Igor Rižnar (1964–)
- Duška Rokavec
- Nina Rman
- Nastja Rogan Šmuc
- Duška Rokavec
- Franc Rosthorn (1794–1877)
- Boštjan Rožič (1974–)

## S
- Marijan Salopek (1883–1967) (Hrvat)
- Andreja (Potokar) Senegačnik (1959–)
- Luka Serianz
- Boris Sikošek (1922–2004) (seizmotektonik: Beograd)
- Drago(mir) Skaberne (1947–)
- Jurij Skok
- Peter Skvarča (1944–) (glaciolog, Argentina)
- Oskar Smrekar (1854–1935) (hidrogeolog)
- Jure Soldo
- Klemen Sotlar?
- Petra Souvent
- Dragica Strmole (1932–2020)
- Rado Strnad (1900–?)
- Martina Stupar
- Peter Suhadolc (1950–) (geofizik, seizmolog, Trst)

## Š
- Robert Šajn
- Stanka Šebela (1964–)
- Ela Šegina
- Alfred Šerko ml. (1910–1948)
- Rihard Šimnovec (1891–1966)
- Jasna Šinigoj
- Boris Šinkovec (1927–2010) (Zagreb)
- Marjan Šinkovec
- Jožef Škerlj (1927–2001)
- Živadina Škerlj (1930–2021)
- Barbara Šket Motnikar (seizmologija)
- Ciril Šlebinger (1907–2000)
- Andrej Šmuc (1974–)
- Slavko Vekoslav Šolar
- Urša Šolc
- Aleš Šoster
- Ljudmila (Pika) Šribar (1932–2013)
- Janez (Ivan) Štern
- Ivo Štrucl (1927–)
- Franc Šumi (1922–2004) (geofizik)
- France Šušteršič (1945–)

## T
- Martin Tilen Tancar (1973-)
- Klemen Teran
- Tamara Teršič
- Anja Torkar
- Borut Toškan (1973) (arheozoolog)
- Mirka Trajanova
- Valentin Tratnik (1801–1876)
- Branka Trček
- Dragica Turnšek (1932–2021)

## U
- Jože Uhan
- Janko Urbanc (1958–)
- (Anton Urbas 1822–1899)
- Franjo Uršič (1898–1949)
- Helena Us (1901–1988)

## V
- Jože Vehovc (1918–75) (montanist)
- Tomaž Verbič (1962–) (geoarheolog)
- Renato Verbovšek - René (29.1.1951–16.10.1998)
- Timotej Verbovšek
- Jože Vesel (1944–) (petrolog)
- Miran Veselič (1946–)
- Franc Vidic (1957–)
- Nataša J. Vidic (1959–)
- Renato Vidrih (1957–2010)
- Goran Vižintin (1969–)
- Marko Vrabec (1969–)
- Mirijam Vrabec
- Petra Vrhovnik (1984–)
- Vladimir Vukadin

## W
- Franz Xaver von Wulfen (1728–1805)

## Z
- Marjana Zajc
- Janez Zajec (1842–1872)
- Tina Zajc Benda (1983–)
- Blaž Zarnik (zbiralec)
- Aleš Zdešar (tudi naravoslovni fotograf)
- Alojz Zorc (1912–1963)
- Nadja Zupan Hajna (1962–)
- Nina Zupančič (1963–)
- Polona Zupančič (1967–)

## Ž
- Jure Žalohar
- Manja Žebre
- Nadja Železnik
- Gorazd Žibret (1977–)
- Katarina Žibret
- Mladen Živčić
- Ljubo Žlebnik (1929–)
- Miro Žnidarčič
- Janez Žurga (1885–1969)
- Ivan Žuža (1830–1903)
- Ivan Ev. Žuža (1837–1908)
- Žužek?
- Petra Žvab Rožič